# Needham (Norfolk)
Needham is een civil parish in het bestuurlijke gebied South Norfolk, in het Engelse graafschap Norfolk met 309 inwoners.